# シビラ (小惑星)
シビラ（168 Sibylla）は、小惑星帯の外側の方に位置する大きな小惑星の一つで、C型小惑星に分類され、キュベレー族に属する。
1876年9月28日にアメリカ合衆国の天文学者・ジェームズ・クレイグ・ワトソンにより発見され、古代ギリシア・ローマで女預言者、すなわち巫女を意味したシビラに因んで名付けられた。